# 1240-es tervszámú rakétás naszád
Az 1240-es típusú hajó (NATO-kódja: Sarancha-class) szovjet hordszárnyas rakétás gyorsnaszád, melyet az 1970-es években terveztek és építettek. A típus szovjet kódneve Uragan. Csak egy példánya készült el, amely MRK–5 hadrendi jelzéssel állítottak hadrendbe a Szovjet Haditengerészet Fekete-tengeri Flottájánál.

## Története
A nagy sebességű hajó tervezése 1964-ben kezdődött a leningrádi CKB–5 (ma: CKBM Almaz) tervezőirodában. Főkonstruktőre Vlagyimir Burlakov volt. A terv több konstrukciós és technológiai újdonságot is tartalmazott. Ilyen volt a kiemelhető hordszárnyak, a hajtóművek és az alumínium hajótest. A hajókhoz tervezett hordszárnyak, a gázturbinás hajtásrendszer és az egyéb műszaki megoldások tanulmányozásához az 1960-as évek végén megépítették a Tajfun típusú (1233-as tervszámú) gázturbinás meghajtású kísérleti hordszárnyas hajót.
A bonyolult, drága és nehezen üzemeltethető hajóból végül csak egy példány készült. Ennek építését 1972-ben kezdték el a leningrádi Almaz Hajógyárban, majd 1973-ban bocsátották vízre, miután felszerelték az Északi Hajógyárban (Szevmas) készített hordszárnyakat. Első próbaútjára 1976-ban futott ki. 1977-től végeztek vele tengeri próbautakat a Balti-tengeren, ekkor a hajó Liepājában állomásozott. Az MRK–5 hadrendi jelzést kapott hajót 1979-ben állították szolgálatba a szovjet Fekete-tengeri Flottánál. Belső víziutakon szállították Leningrádból a Krímbe, Szevasztopolba 1979. november 24-én érkezett meg. A hajót a flotta 166-os hajóhadosztályának 41. dandárjához osztották be.
1990-ben kivonták a szolgálatból és selejtezték. A Szevasztopolban, a Sztrelecka-öbölben horgonyzó hajón 1992-ben tűz ütött ki és elsüllyedt. Később kiemelték, majd Szevasztopolban szétbontották.

## Jellemzői
A hajótest alumínium-magnézium ötvözetből (AMG–62T–1) készült. Kiemelhető mellső és hátsó hordszárnyakkal látták el. A mellső hordszárnyakat oldalra, a hátsókat hátrafelé lehetett kifordítani a vízből. A hordszárnyak vezérlése automatikus, a hajtóműteljesítmény függvényében biztosítja a hajótest állandó magasságú víz fölé emelését.
A hordszárnyak titánötvözetű acélból (48OT3V) készítették. A hajócsavarokat a hátsó hordszárny-szerkezeten helyezték el. Mindkét hátsó hordszárny közepén egy-egy hajócsavar-gondola helyezkedett el. A gondola elején egy húzó, a hátsó részén egy toló hajócsavar kapott helyet, ezek biztosították kieresztett hordszárnyakkal a hajó haladását.
A hordszárnyon lévő hajócsavarok hajtására a hajót két M–10 típusú (az NK–12-n  alapuló) gázturbinával szerelték fel. A hajócsavarok és a gázturbinák között reduktor helyezkedett el.
Hagyományos üzemmódban, kiemelt hordszárnyakkal a hajó hajtására két vízsugár-hajtóművel szerelték fel, két darab Zvezda M–401 dízelmotor hajtott. Emellett a hajót segédüzemi generátorokkal is felszerelték. Erre a három GTG–100-as gázturbinás és két DG–100-as dízelgenerátort építettek be, utóbbiak egyenként 100 kW teljesítményt szolgáltattak.
A nagy teljesítményű hajtóművekkel hordszárnyas üzemmódban a hajó 45–50 csomós utazósebességgel közlekedhetett és 60 csomós maximális sebességet tudott elérni. Utazósebességnél a hajó 700 tengeri mérföld megtételére volt képes. A hajó gazdaságos utazósebessége 36 csomó volt, ezzel a sebességgel 1250 tengeri mérföld megtételére volt képes. A hajó legfeljebb ötnapos autonóm üzemre volt képes.
A hajó fő fegyverzetét a P–120 Malahit hajók elleni robotrepülőgépek alkották. Ezekből négyet hordozhatott, melyeket a felépítmény két oldalán párosával beépített tároló-indító konténerekben helyeztek el. Fegyverzetéhez tartozott még egy Osza–M légvédelmirakéta-rendszer (20 darab rakétával), valamint egy AK–630 hatcsövű, 30 mm-es automata csöves tüzérségi rendszer.  Egy Dubrava típusú felderítő rádiólokátorral, a légvédelmirakéta-rendszerhez egy 4R33, az automata tüzérségi rendszerhez  MR–123 típusú rádiólokátorral szerelték fel.